# Umgebung (Mathematik)

Eine Epsilon-Umgebung um die Zahl, eingezeichnet auf der Zahlengeraden.

Umgebung ist ein Begriff der Mathematik aus der Topologie, der in vielen Teilgebieten gebraucht wird. Er ist eine Verallgemeinerung des Begriffs der {\displaystyle \varepsilon }-Umgebung aus der Analysis und präzisiert das alltagssprachliche Konzept der ‚Umgebung‘ für den mathematischen Gebrauch.
Mathematische Eigenschaften, die auf eine gewisse Umgebung bezogen sind, heißen lokal, im Unterschied zu global.

## Umgebungen in metrischen Räumen

Die Menge ist eine Umgebung des Punkts.

Das Rechteck ist keine Umgebung für den Eckpunkt.

### Definition
In einem metrischen Raum {\displaystyle (X,d)} ergibt sich der Umgebungsbegriff aus der Metrik {\displaystyle d}.

#### ε-Umgebung
Man definiert die sogenannten {\displaystyle \varepsilon }-Umgebungen wie folgt: Für jeden Punkt {\displaystyle x} des Raums {\displaystyle X} und jede positive reelle Zahl {\displaystyle \varepsilon } (Epsilon) wird definiert:
{\displaystyle K_{\varepsilon }(x):=\{\,y\in X\mid d\,(x,y)<\varepsilon \,\}}
Die so definierte {\displaystyle \varepsilon }-Umgebung von {\displaystyle x} wird auch offene {\displaystyle \varepsilon }-Kugel um {\displaystyle x} oder offener Ball genannt.
Eine Teilmenge von {\displaystyle X} ist nun genau dann eine Umgebung des Punktes {\displaystyle x}, wenn sie eine {\displaystyle \varepsilon }-Umgebung von {\displaystyle x} enthält.
Äquivalent lässt sich der Umgebungsbegriff in metrischen Räumen auch direkt ohne Verwendung des Begriffes einer {\displaystyle \varepsilon }-Umgebung definieren:
Eine Menge {\displaystyle U\subseteq X} heißt genau dann Umgebung von {\displaystyle x\in X}, wenn es ein {\displaystyle \varepsilon >0} gibt, so dass für alle {\displaystyle y\in X} mit {\displaystyle d(x,y)<\varepsilon } die Eigenschaft {\displaystyle y\in U} erfüllt ist.
Mit Quantoren lässt sich der Sachverhalt auch so ausdrücken:
{\displaystyle \exists \varepsilon >0\,\forall y\in X\colon {\big (}d(x,y)<\varepsilon \Rightarrow y\in U{\big )}}.

#### Umgebung
Man nennt eine Menge {\displaystyle U\subseteq X} eine Umgebung von {\displaystyle x}, wenn ein {\displaystyle \varepsilon >0} existiert, so dass
{\displaystyle K_{\varepsilon }(x)\subseteq U\subseteq X.}

### Beispiele
- Die Menge der reellen Zahlen wird durch die Definition der Metrik {\displaystyle d(x,y):=|x-y|} zu einem metrischen Raum. Die {\displaystyle \varepsilon }-Umgebung einer Zahl {\displaystyle x} ist das offene Intervall {\displaystyle (x-\varepsilon ,\ x+\varepsilon )}.
- Die Menge der komplexen Zahlen wird ebenso zum metrischen Raum. Die {\displaystyle \varepsilon }-Umgebung einer Zahl {\displaystyle z} ist die offene Kreisscheibe um {\displaystyle z} vom Radius {\displaystyle \varepsilon }.
- Etwas allgemeiner tragen alle {\displaystyle n}-dimensionalen reellen Vektorräume durch den üblichen (von der euklidischen Norm induzierten) Abstandsbegriff eine Metrik. Die {\displaystyle \varepsilon }-Umgebungen sind hier {\displaystyle n}-dimensionale Kugeln (im geometrischen Sinn) vom Radius {\displaystyle \varepsilon }. Dies motiviert die allgemeinere Sprechweise von {\displaystyle \varepsilon }-Kugeln auch in anderen metrischen Räumen.
- Ein wichtiges Beispiel aus der reellen Analysis: Der Raum der beschränkten Funktionen auf einem reellen Intervall {\displaystyle I} wird durch die Supremumsnorm zu einem metrischen Raum. Die {\displaystyle \varepsilon }-Umgebung einer beschränkten Funktion {\displaystyle f} auf {\displaystyle I} besteht hier aus allen Funktionen, die {\displaystyle f} punktweise mit einer kleineren Abweichung als {\displaystyle \varepsilon } approximieren. Anschaulich: Die Schaubilder aller dieser Funktionen liegen innerhalb eines „{\displaystyle \varepsilon }-Schlauches“ um das Schaubild von {\displaystyle f} herum.

Nehme zum Beispiel die folgende Menge {\displaystyle M}:
Diese Menge {\displaystyle M} ist eine Umgebung von {\displaystyle a}, weil sie eine Obermenge von {\displaystyle ]a-\varepsilon ,a+\varepsilon [} für ein {\displaystyle \varepsilon >0} ist:

## Umgebungen in topologischen Räumen
Gegeben sei ein topologischer Raum {\displaystyle (X,{\mathcal {T}})}. Zu jedem Punkt {\displaystyle x\in X} gehört die Menge seiner Umgebungen {\displaystyle {\mathcal {U}}(x)}. Das sind in erster Linie die offenen Mengen {\displaystyle O\in {\mathcal {T}}}, die {\displaystyle x} als Element enthalten; diese heißen offene Umgebungen von {\displaystyle x}. Dazu kommen alle Mengen {\displaystyle U\subseteq X}, die eine offene Umgebung von {\displaystyle x} als Teilmenge enthalten. Damit ist {\displaystyle U\subseteq X} genau dann Umgebung von {\displaystyle x}, also {\displaystyle U\in {\mathcal {U}}(x)}, wenn es eine offene Menge {\displaystyle O\in {\mathcal {T}}} gibt, für die gilt {\displaystyle x\in O\subseteq U}.
Die Menge {\displaystyle {\mathcal {U}}(x)} der Umgebungen des Punktes {\displaystyle x} bildet bezüglich der Mengeninklusion einen Filter, den Umgebungsfilter von {\displaystyle x}.
Eine Teilmenge {\displaystyle {\mathcal {B}}(x)} von {\displaystyle {\mathcal {U}}(x)} heißt eine Umgebungsbasis von {\displaystyle x}, oder Basis von {\displaystyle {\mathcal {U}}(x)}, wenn jede Umgebung von {\displaystyle x} ein Element von {\displaystyle {\mathcal {B}}(x)} als Teilmenge enthält. So bilden die offenen Umgebungen eines Punktes stets eine Basis seines Umgebungssystems. Ein anderes Beispiel bilden die {\displaystyle \varepsilon }-Umgebungen eines Punktes in einem metrischen Raum, ebenso in {\displaystyle \mathbb {R} ^{2}} die Quadrate mit Mittelpunkt {\displaystyle x} und positiver Seitenlänge (= Kugeln bzgl. der Maximumsnorm).
Eine Teilmenge {\displaystyle U} eines topologischen Raumes {\displaystyle X} heißt Umgebung der Menge {\displaystyle S\subseteq X}, falls eine offene Menge {\displaystyle O} mit {\displaystyle S\subseteq O\subseteq U} existiert.

## Eigenschaften
Für die Umgebungen gelten folgende Eigenschaften:
1. Ist {\displaystyle U\in {\mathcal {U}}(x)}, so gilt {\displaystyle x\in U}. (Jede Umgebung eines Punktes enthält den Punkt.)
2. Ist {\displaystyle U\in {\mathcal {U}}(x)} und {\displaystyle U\subset U'\subset X}, so ist auch {\displaystyle U'\in {\mathcal {U}}(x)}. (Jede Obermenge einer Umgebung eines Punktes ist wieder Umgebung des Punktes.)
3. Ist {\displaystyle U\in {\mathcal {U}}(x)} und {\displaystyle V\in {\mathcal {U}}(x)}, so gilt auch {\displaystyle U\cap V\in {\mathcal {U}}(x)}. (Die Schnittmenge zweier Umgebungen eines Punktes ist wieder Umgebung des Punktes. Damit ist auch die Schnittmenge einer endlichen Menge von Umgebungen eines Punktes wieder Umgebung des Punktes.)
4. Zu jedem {\displaystyle U\in {\mathcal {U}}(x)} existiert ein {\displaystyle V\in {\mathcal {U}}(x)}, so dass {\displaystyle U\in {\mathcal {U}}(y)} für jedes {\displaystyle y\in V} gilt. (Die Umgebung eines Punktes kann gleichzeitig Umgebung anderer in ihr enthaltener Punkte sein. Im Allgemeinen ist eine Umgebung {\displaystyle U} eines Punktes {\displaystyle x} nicht Umgebung aller in ihr enthaltenen Punkte, sie enthält aber eine weitere Umgebung {\displaystyle V} von {\displaystyle x}, so dass {\displaystyle U} Umgebung aller Punkte in {\displaystyle V} ist.)

Diese vier Eigenschaften werden auch die Hausdorffschen Umgebungsaxiome genannt und bilden die historisch erste Formalisierung des Begriffes des topologischen Raumes.
Denn ordnet man umgekehrt jedem Punkt {\displaystyle x} einer Menge {\displaystyle X} ein die obigen Bedingungen erfüllendes nichtleeres Mengensystem {\displaystyle {\mathcal {U}}(x)} zu, so gibt es eine eindeutig bestimmte Topologie auf {\displaystyle X}, sodass für jedes {\displaystyle x} das System {\displaystyle {\mathcal {U}}(x)} das Umgebungssystem von {\displaystyle x} ist.
So erfüllen beispielsweise die oben definierten Umgebungen in metrischen Räumen die Bedingungen 1 bis 4 und bestimmen damit auf der Menge {\displaystyle M} eindeutig eine Topologie: die durch die Metrik induzierte Topologie. Verschiedene Metriken können denselben Umgebungsbegriff und damit dieselbe Topologie induzieren.
Eine Menge ist in diesem Fall genau dann offen, wenn sie mit jedem ihrer Punkte auch eine Umgebung dieses Punktes enthält. (Dieser Satz motiviert die Verwendung des Wortes „offen“ für den oben definierten mathematischen Begriff: Jeder Punkt nimmt seine nächsten Nachbarn in die offene Menge mit, keiner steht anschaulich gesprochen „am Rand“ der Menge.)

## Punktierte Umgebung

### Definition
Eine punktierte Umgebung {\displaystyle {\dot {U}}} eines Punktes {\displaystyle x} entsteht aus einer Umgebung {\displaystyle U\in {\mathcal {U}}(x)}, indem man den Punkt {\displaystyle x} entfernt, also
{\displaystyle {\dot {U}}:=U\setminus \{x\}}.
Punktierte Umgebungen spielen insbesondere bei der Definition des Grenzwerts einer Funktion eine Rolle, ebenso in der Funktionentheorie bei der Betrachtung von Wegintegralen holomorpher Funktionen.

### Beispiel
In einem metrischen Raum {\displaystyle (M,d)} sieht eine punktierte {\displaystyle \varepsilon }-Umgebung folgendermaßen aus:
{\displaystyle {\dot {K}}_{\varepsilon }(x):=\{y\in M\vert 0<d(x,y)<\varepsilon \}}